# كرة القدم الأمريكية الجامعية

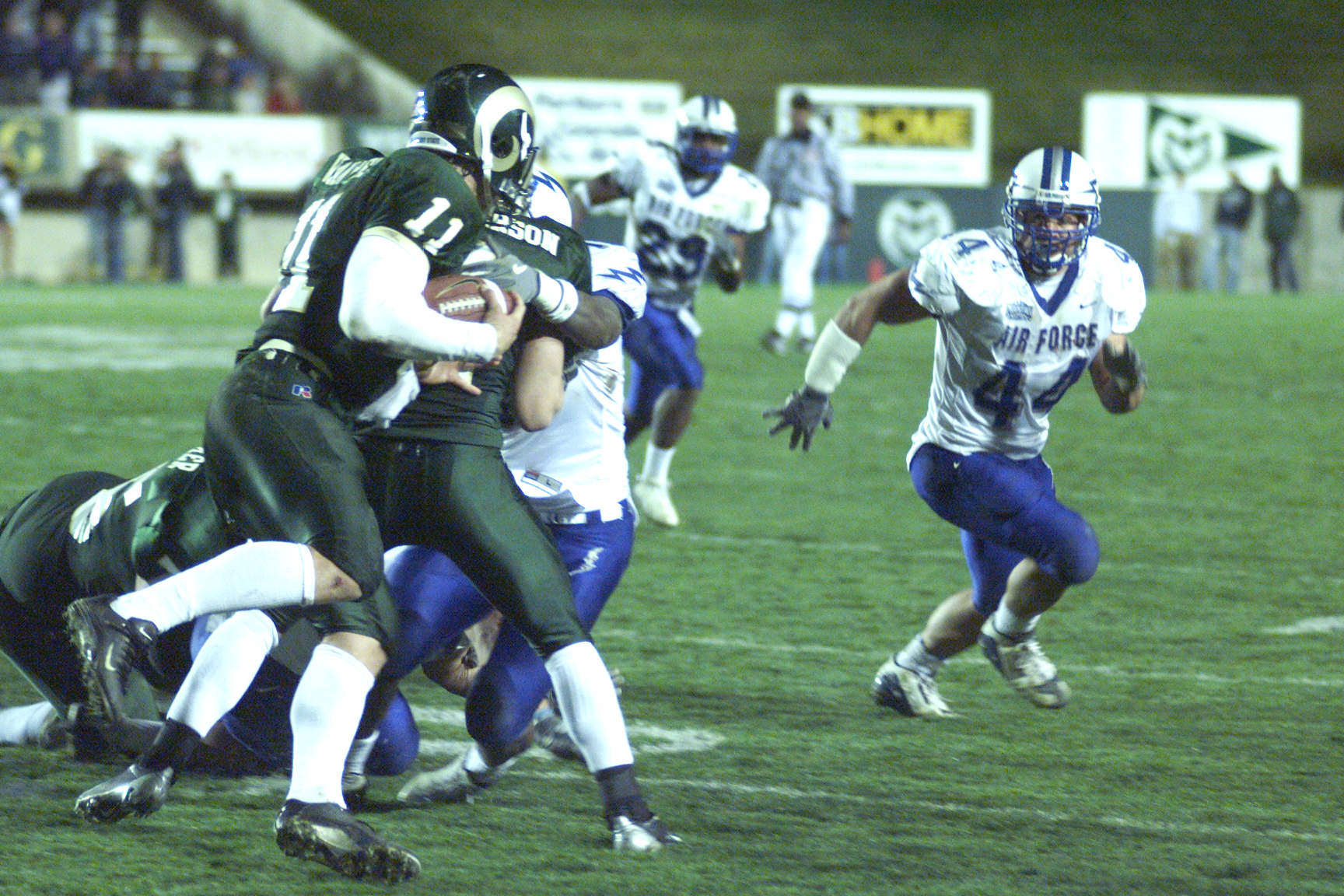
مباراة كرة قدم أمريكية جامعية بين فريقي ولاية كولورادو وصقور القوة الجوية

تمارس رياضة كرة القدم الأمريكية بين فرق من الطلاب الرياضيين الذين يمثلون الجامعات والكليات الأمريكية والأكاديميات العسكرية. وينطبق الوصف على مباريات مباريات كرة القدم الكندية التي تجرى بين فرق من طلاب الجامعات الكندية. لكن في كل الأحوال، تطبق قوانين كرة القدم الأمريكية عليها ما جعلها اللعبة ذات الشعبية الأولى في الولايات المتحدة.